# گرداب

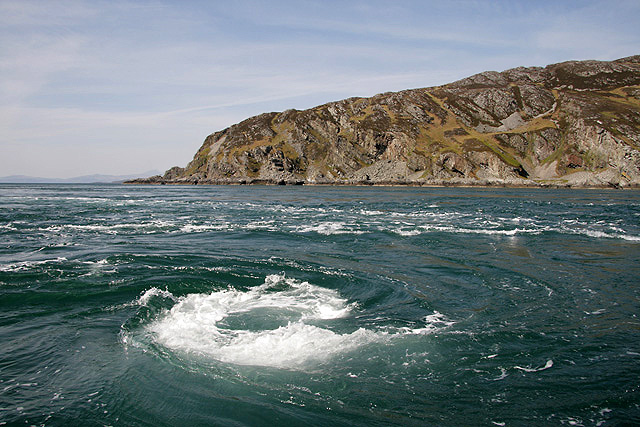
گرداب کری رکن در خلیج کری رکن

گرداب (آبگرد) در حقیقت حجمی از آب در حال چرخش است که غالباً توسط جزر و مد اقیانوس‌ها ایجاد می‌شود. اکثر گرداب‌ها چندان قدرتمند نیستند. در هنگام تخلیه آب وان حمام یا دستشویی نیز می‌توان گرداب کوچکی را مشاهده نمود اما نحوه تشکیل این گرداب‌ها با آنچه که در گرداب‌های ایجاد شده توسط طبیعت رخ می‌دهد بسیار متفاوت است.
گاهی گرداب‌ها باعث کشته شدن برخی دریانوردان نیز شده‌اند اما غالباً دربارهٔ قدرت گرداب‌ها غلو می‌شود. تاکنون هیچ کشتی بزرگی توسط گرداب‌ها غرق نشده‌است و داستان‌هایی که دربارهٔ گرداب توسط نویسندگانی همچون ژول ورن یا ادگار آلن پو نوشته شده‌اند همگی تنها افسانه هستند.
گرداب‌هایی که در سدهای بزرگ بر روی رودخانه‌های بزرگ هستند بسیار خطرناک هستند.